# Martín García Óñez de Loyola
Martín García Óñez de Loyola (* Azpeitia, 1549 - † Curalaba, 24 de desembre de 1598), va ser un conqueridor i funcionari colonial espanyol, que va participar en importants accions militars i va exercir alts càrrecs polítics al Virregnat del Perú, entre ells el de Governador del Regne de Xile.

## Biografia
De família noble, i vestint ja l'hàbit de Calatrava, va marxar molt jove al Perú, en 1568, com a capità del virrei Francisco de Toledo. El 1572, al front d'una companyia, formà part de l'expedició organitzada contra Túpac Amaru I, l'últim descendent dels inques, que se resistia a les muntanyes. Després d'assolir una assenyalada victoria sobre l'enemic, al cap de la columna d'avantguarda, emprengué una perillosa campanya de diversos dies, al front de 25 soldats escollits, assolint fer presoner l'inca amb les seves dones, fills i servidors.
Després desenvolupà el càrrec de corregidor en diversos pobles del Perú, y aconseguí una gran fortuna no tan sols amb el repartiment que li havien donat per premiar els seus serveis, sinó amb els béns assignats a la seva esposa, indígena de la família reial dels inques, neboda de Tupac Amaru i bategada amb els noms de Beatriu Clara Goya. El 1592, quan es disposava a encarregar-se del Govern del Paraguai, va rebre a Lima la cedula de Felip II confiant-li el comanament de Xile.
Embarcà en el port del Callao, i seguint la derrota de Juan Fernández de Alderete, arribà a Valparaiso el 23 de setembre. Amb prou feines s'havia possessionat del seu càrrec, s'adonà de la escassetat de recursos amb que comptava per sotmetre als indígenes. Acudint als veïns de Santiago, que li proporcionaren alguns elements, marxà a mitjan febrer de 1593 al front de 220 homes, a socorrer el fort d'Arauco, la dèbil guarnició del qual restava cercada pels araucans.
Tot i les seves escasses forces, va mantenir durant més d'un any la superioritat de les seves armes sobre l'enemic, esperant acabar de sotmetre'ls amb els reforços que creia rebria del Perú. En veure que aquests no arribaven, va enviar el juliol de 1594 al seu sergent major, Olaverria, a Santiago, amb la missió d'exigir dels seus veïns una contribució extraordinària. Va haver de desistir del seu esforç davant la negativa dels habitants de Santiago, que es van resistir emparant-se en resolucions dictades feia poc pel virrei del Perú i l'Audiència de Lima, i el governador es va veure precisat a no comptar més que amb les escasses forces de què disposava. Amb elles va dur a terme diverses correries, va dispersar un considerable nucli enemic que se li va oposar, va establir un fort a la part de la serra que havia estat sempre en guerra i va aconseguir la submissió d'algunes tribus, arribant a persuadir-se que aquella situació, completament accidental, era definitiva i resultat de les campanyes.
A finals de 1594 va fer obrir una informació que havia de ser enviada a Espanya per fer veure al monarca la necessitat que hi havia a Xile d'auxilis de tropes i armes i l'estat favorable a què havia portat la colònia el governador. El 1597, amb alguns reforços arribats del Perú, va poder reunir uns 300 homes, amb els quals va emprendre una marxa havia el sud, per ocupar els aiguamolls de Lumaco i de Puren, on es feien forts els araucans, i va aconseguir desbaratar els indígenes i pacificar, aparentment almenys, la comarca. L'abril del 1598 es va traslladar a Concepción per passar l'hivern al costat de la seva família, ocupant-se en assumptes administratius i preparant una campanya enèrgica per a la primavera següent. A mitjans de desembre li va comunicar el corregidor d'Angal que els indígenes rebels havien començat les seves correries donant mort a dos espanyols que s'havien allunyat del fort. Sense pèrdua de temps García Oñez va emprendre la marxa, trobant la mort a Curalava.